# غروسو (بيمنتة)
جروسو هي بلدية في مدينة تورينو الحضرية، في منطقة بيمنتة الإيطالية، وتقع على بعد حوالي 25 كيلومتر شمال غرب تورينو .
تحد غروسو البلديات التالية: كوريو، ماثي، نولي، وفيلانوفا كانافيزي.